# Lasiopsis koltzei
Lasiopsis koltzei är en skalbaggsart som beskrevs av Edmund Reitter 1900. Lasiopsis koltzei ingår i släktet Lasiopsis och familjen Melolonthidae. Inga underarter finns listade i Catalogue of Life.